# 亞斯涅 (諾夫哥羅德-謝韋爾斯基區)
52°7′18″N 32°59′33″E / 52.12167°N 32.99250°E
亞斯涅（烏克蘭語：Ясне），是烏克蘭的村落，位於該國北部切爾尼戈夫州，由諾夫哥羅德-謝韋爾斯基區負責管轄，面積0.2平方公里，海拔高度166米，2001年人口42，人口密度每平方公里210人。